# Освальдо Паленсія
Освальдо Паленсія (ісп. Oswaldo Palencia, нар. 1 лютого 1970) — венесуельський футболіст, що грав на позиції нападника за «Естудіантес де Меріда», «Універсидад де Лос Андес», колумбійський «Депортіво Калі», а також за національну збірну Венесуели.

## Клубна кар'єра
У дорослому футболі дебютував 1992 року виступами за команду «Естудіантес де Меріда».
Згодом протягом 1996–1997 років грав за «Універсидад де Лос Андес».
1999 року виступав у Колумбії за «Депортіво Калі», після чого знову грав за «Універсидад де Лос Андес».

## Виступи за збірну
1993 року дебютував в офіційних матчах у складі національної збірної Венесуели.
У складі збірної був учасником розіграшу Кубка Америки 1993 року в Еквадорі та розіграшу Кубка Америки 1997 року в Болівії.
Загалом протягом кар'єри в національній команді, яка тривала 5 років, провів у її формі 14 матчів, забивши 3 голи.